# FON

FON識別標誌

FON Technology S.L.是在英國登記立案的公司，由馬丁·法薩夫思奇（Martin Varsavsky）所創辦，於2006年開始推行全球無線網路建置計畫。

## 簡介
該公司希望匯集全世界人的力量，藉由分享出個人的無線小網來構成全球性的無線大網，使全世界的人都能受惠於更便宜甚至免費的無線網路。該公司以「運動」號召各界響應，故其宣傳標語為「FON Movimiento」，即「FON運動」之意。加入FON網路的人叫做「fonero」。

## 設備

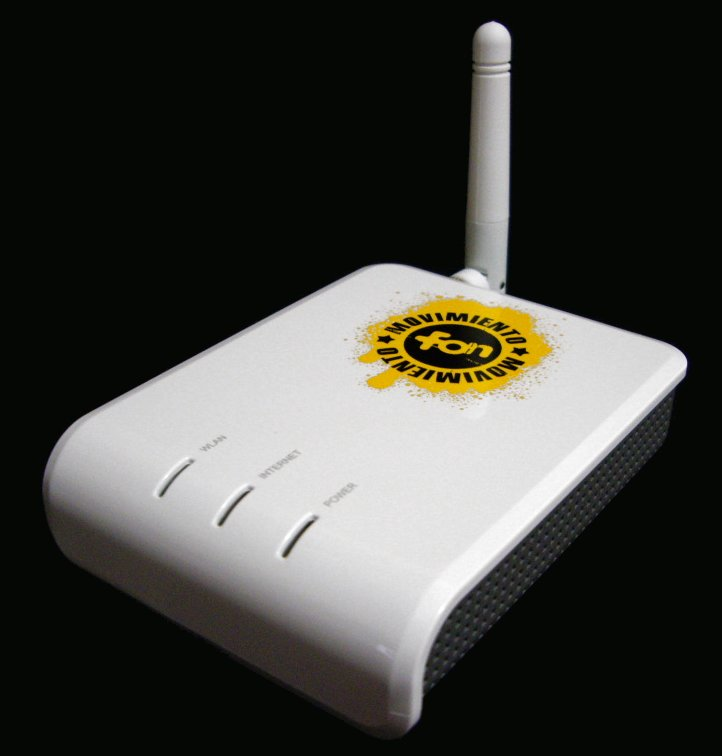
La Fonera

除了FON自行批發的La Fonera（右圖）之外，目前和FON相容的Wi-Fi路由器有Linksys WRT54G(pre-v5)、WRT54GL、WRT54GS、WRT54GSv4或Buffalo WZR-RS-G54、WHR-HP-54、WHR-G54S等，主要是兼容OpenWrt的路由，相容機種皆需下載FON網站上提供的韌體並安裝後才能使用FON服務。
使用FON路由器的用戶可選擇要有償或無償供應自己的無線網路。

## 用戶種類
FON將使用者分為三類：
1. 無私貢獻的「Linus」，命名發想自開發及奉獻出Linux核心的林纳斯·托瓦兹（Linus Torvalds）。
2. 有償服務的「Bill」，命名發想自全球最大商業軟體公司微軟創辦人比尔·盖茨（Bill Gates），Bill亦有帳單之意。
3. 以上皆非的「Alien」，即外星人之意。

### 說明
- Linus
如果你願意免費分享你的頻寬，讓其他fonero的使用者也能使用，則為「Linus」。這麼一來，在別的fonero訊號範圍內你也可以免費使用無線網路。
- Bill
又或者你可以選擇「Bill」身分，一樣分享自己的頻寬，但可從FON那裡收取單日使用費的一半。
- Alien
不是Fonero的使用者稱為Alien，他們需要付費使用FON網路。以此方式，沒有路由器的人依然可以透過你的路由器使用無線網路，而你是否能有收益則端視你選用的身分。

## 背景

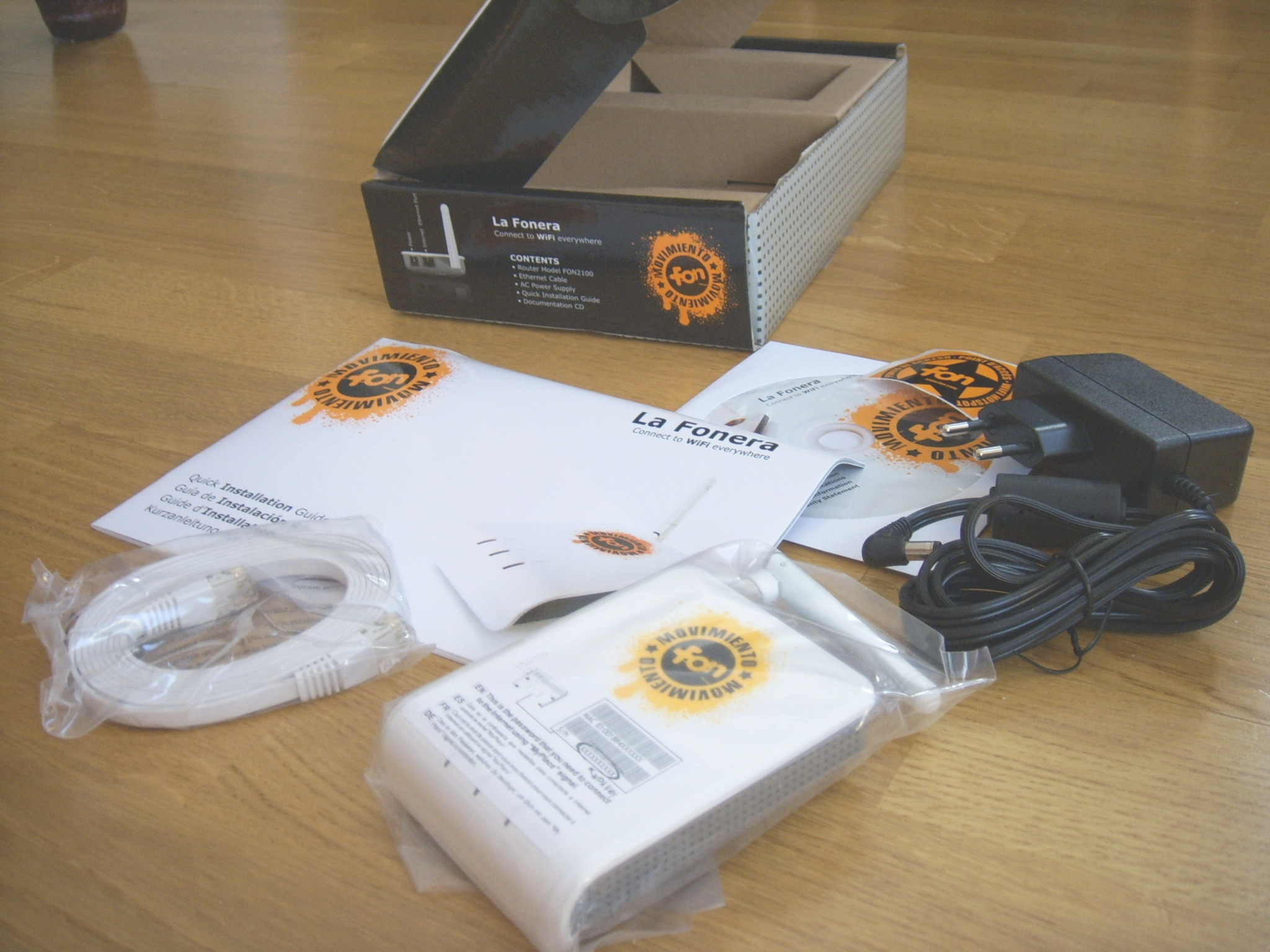
La fonera

FON（“FON Wireless Limited”）是一家在英國註冊的商業營利公司，於2006年1月24日至1月26日在美國舉辦的O'Reilly Emerging Telephony Conference研討會中首次面世，於2006年二月正式成立，公司創辦人為馬丁·法薩夫思奇（Martin Varsavsky）。公司總部位於西班牙馬德里，並於美國、西班牙、法國、德國、香港、台灣、韓國與日本都設有子公司或分公司。
FON的股東包括Google、Skype、Index Ventures與紅杉創投等。
加入FON網路可能和某些ISP（互聯網服務提供商）的使用授權條款相衝突，不過FON已經和一些ISP達成了允許網路分享的協議。
馬丁·法薩夫思奇的理想是「建立起WiFi分享的全球標準」。

## 擁有FON熱點的國家和地區

### 歐洲
- 俄羅斯
- 瑞典
- 德國
- 意大利
- 法國
- 英國
- 西班牙
- 荷蘭

### 亞洲
- 韓國
- 日本
- 澳大利亚
- 香港
- 越南
- 馬來西亞
- 新加坡

### 北美洲
- 美國
- 墨西哥

### 南美洲
- 巴西
- 阿根廷

## 允許FON服務的ISP
- 德國（"Linus"）
  - Arcor（页面存档备份，存于）
  - AOL（页面存档备份，存于）
  - BetaPower（页面存档备份，存于）
  - freenet.de（页面存档备份，存于）（and meome.de（页面存档备份，存于））
  - Getacom（页面存档备份，存于）
  - M-net, NEFkom and AugustaKom（Maxi DSL（页面存档备份，存于））
  - Kabel Deutschland
  - Portunity
  - S&P data
  - T-Online（页面存档备份，存于）
  - Versatel（页面存档备份，存于）
- 荷蘭
  - Tele2（页面存档备份，存于）
- 紐西蘭
  - Orcon（页面存档备份，存于）
- 西班牙
  - Jazztel（页面存档备份，存于）
- 瑞典
  - Glocalnet.se（页面存档备份，存于）
  - Labs2.com（页面存档备份，存于）
  - UPC
- 瑞士
  - Interway Communication GmbH（页面存档备份，存于）
- 英國
  - Phone Co-Op（页面存档备份，存于）
- 美國
  - Speakeasy
  - AceDSL (NYC)
  - bway.net (NYC)（页面存档备份，存于）
- 台灣：
  - 2006年底，FON成立辦公室，與本地業者（如SEEDNet、有線電視寬頻上網服務商中嘉網路，以及網路電子地圖搜尋業者友邁UrMap）等合作。
  - 2007年底，FON在臺灣的發展不了了之[1]。

## 不允許FON服務的ISP
- 德國
  - Alice／Hansenet
- 美國
  - Comcast
  - AT&T DSL

## 外部連結
- （英文）FON官方網站、FON香港主頁、FON台灣主頁
- （英文）FON官方Wiki主页、（繁體中文）中文Beta頁
- 和FON創辦人馬丁·法薩夫思奇的視訊談話
- FON網友網站
  - （英文）英文FON網友網站（页面存档备份，存于）
  - （英文）Fonera–Debricking and more
  - 香港熱點搜尋器

## 腳注
1. （繁體中文）Johnson, Wang. . DearHoney數位音樂工作室. 2006-12-11  [2012-03-15]. （原始内容存档于2012-07-27）. 是由西班牙人 Martin Varsavsky 所提出的概念……Fon 基地台“La Fonera”一個具備無線網路功能的寬頻分享器
2. （繁體中文）Johnson, Wang. . DearHoney數位音樂工作室. 2007-08-28  [2012-03-15]. （原始内容存档于2008-06-10）. 解決了上一代因為過於精簡而為人詬病的問題